# Inselbiogeographie
Inselbiogeographie ist ein Teilgebiet der Biogeographie, das stark auf Komponenten der Ökologie und der Evolutionsbiologie fußt. 
Sie beschreibt und analysiert das Artengleichgewicht, das sich zwischen Zuwandern und Aussterben auf Inseln oder inselhaft verbreiteten sonstigen Ökosystemen einstellt. 
Die Inselbiogeographie basiert letztlich auf Untersuchungen von Mitte des 19. Jahrhunderts, namentlich von Alfred Russel Wallace. In ihrer modernen und teilweise mathematischen Form wurde sie im dritten Viertel des 20. Jahrhunderts von Robert H. MacArthur und Edward O. Wilson entwickelt und in der Zwischenzeit weiter ausgebaut.
Die Kernaussage ist in vereinfachter Form, dass Inseln, die nahe am Herkunftsgebiet der besiedelnden Arten liegen, zu vergleichsweise höheren Artenzahlen tendieren als solche, die weiter entfernt vom Herkunftsgebiet liegen. Ferner beherbergen größere Inseln im Gleichgewichtszustand eine größere Artenzahl als kleinere Inseln (Arten-Areal-Beziehung). Diese Erkenntnisse haben auch erhebliche Bedeutung für den praktischen Arten- und Biotopschutz.
In dem Modell der Inselbiogeographie hat die Konnektivität als Funktion von Größe und Anordnung einzelner Patches eine entscheidende Rolle: der Genfluss wird durch diese Korridore gewährleistet und die Wahrscheinlichkeit des Aussterbens einer Art sinkt erheblich. Reale Korridore hängen in ihrer Ausprägung und Funktion stark mit dem jeweils betrachteten Organismus zusammen.